# Американский театр балета
Американский театр балета, также «Аме́рикан Балле́ Тиэ́тр» (англ. American Ballet Theatre, ABT) — американская балетная труппа, основанная в Нью-Йорке в 1940 году как «Театр балета» (англ. Ballet Theatre). В 1956 году получила своё нынешнее название.  
Является одной из ведущих балетных компаний США. По словам лондонского The Observer Американский театр балета вместе с Балетом Нью-Йорка и Балетом Сан-Франциско являются «триумвиратом великих классических трупп, определяющих сегодня американский стиль на мировой сцене».
Артисты компании делятся на кордебалет, солистов и ведущих танцовщиков (principal dancers) — премьеров и прима-балерин; при театре также есть молодёжная труппа стажёров ABT Studio Company.
Труппа выступает в нью-йоркском Линкольн-центре: спектакли двухмесячного весеннего сезона даются на сцене Метрополитен-оперы, более короткий осенний сезон проходит на сцене  театра Дэвида Коха. 

## История
Американский театр балета ведёт свою историю от небольшой труппы «Балет Мордкина» (the Mordkin Ballet), основанной русским эмигрантом, бывшим солистом Большого театра Михаилом Мордкиным в 1937 году из своих учеников; солисткой труппы стала его ученица Лючия Чейз. В 1940 году Мордкин вместе с Чейз основали новую компанию с другим репертуарным принципом — «Театр балета». В 1941 году её ядро составили 18 артистов «Оригинального русского балета», во главе с Альберто Алонсо бросившие труппу де Базиля во время гастрольной поездки на Кубу, и сразу оттуда отправившиеся к Мордкину и Чейз в Нью-Йорк. 
Лючия Чейз руководила труппой в течение 40 лет. В 1956 году «Театр балета» получил к своему названию приставку «Американский». В 1960 году стал первой американской балетной труппой, гастролировавшей в Советском Союзе.